# جورج ماكسويل ريتشاردز
جورج ماكسويل ريتشاردز (بالإنجليزية: George Maxwell Richards)‏ ‏(1 ديسمبر 1931 – 8 يناير 2018) هو سياسي، ومهندس، وبروفيسور (أستاذ جامعي) من ترينيداد وتوباغو.

## روابط خارجية
- جورج ماكسويل ريتشاردز على موقع مونزينجر (الألمانية)